# Colorado Rapids U-23
Il Colorado Rapids U23's è una squadra di calcio statunitense facente parte della società che gestisce anche il club di Major League Soccer dei Colorado Rapids. La squadra, fondata nel 2000, gioca nella Premier Development League (PDL).
Fino al 2002, i Rapids U23 erano noti come Boulder Nova, mentre dal 2003 al 2006 utilizzarono il nome di Boulder Rapids Reserve.
I Rapids U23 giocano le gare in casa al Pleasant View Field di Boulder (Colorado).
Nella stagione 2002, i Rapids U23 giunsero alla finale nazionale della PDL, persa contro i Cape Cod Crusaders. Nel 2004, raggiunsero nuovamente la finale, persa stavolta contro il Central Florida Kraze.

## Cronistoria
| Anno | Divisione | League  | Regular Season    | Playoff                  | Open Cup        |
| ---- | --------- | ------- | ----------------- | ------------------------ | --------------- |
| 2000 | 4         | USL PDL | 3° Rocky Mountain | Non qualificato          | Non qualificato |
| 2001 | 4         | USL PDL | 2° Rocky Mountain | Finale di Conference     | Non qualificato |
| 2002 | 4         | USL PDL | 2° Heartland      | Finale                   | Non qualificato |
| 2003 | 4         | USL PDL | 4° Heartland      | Non qualificato          | Non qualificato |
| 2004 | 4         | USL PDL | 2° Heartland      | Finale                   | 3º turno        |
| 2005 | 4         | USL PDL | 1° Heartland      | Semifinale di Conference | Non qualificato |
| 2006 | 4         | USL PDL | 1° Heartland      | Semifinale di Conference | Non qualificato |
| 2007 | 4         | USL PDL | 5° Heartland      | Non qualificato          | Non qualificato |

## Organico

### Rosa 2008
| N. |                        | Ruolo | Calciatore      |
| -- | ---------------------- | ----- | --------------- |
| 0  | Stati Uniti (bandiera) | P     | Joe Willis      |
| 1  | Stati Uniti (bandiera) | P     | Sean Moloney    |
| 2  | Stati Uniti (bandiera) | D     | Tyler Ruthven   |
| 3  | Stati Uniti (bandiera) | C     | Daniel Tresslar |
| 4  | Stati Uniti (bandiera) | D     | Jeb Brovsky     |
| 5  | Stati Uniti (bandiera) | C     | James Nummy     |
| 6  | Stati Uniti (bandiera) | C     | Jacob Schmoker  |
| 7  | Stati Uniti (bandiera) | D     | Bo Miller       |
| 8  | Giappone (bandiera)    | D     | Masaki Hemmi    |
| 9  | Stati Uniti (bandiera) | C     | Brad Stisser    |
| 10 | Stati Uniti (bandiera) | C     | Mike Seth       |
| 12 | Stati Uniti (bandiera) | A     | Bradley Peters  |
| 15 | Stati Uniti (bandiera) | C     | Zach Prince     |
| 16 | Stati Uniti (bandiera) | D     | Brandon Tucker  |

| N. |                        | Ruolo | Calciatore        |
| -- | ---------------------- | ----- | ----------------- |
| 17 | Stati Uniti (bandiera) | C     | Dominic Adams     |
| 18 | Stati Uniti (bandiera) | C     | Sterling Copeland |
| 19 | Stati Uniti (bandiera) | D     | Michael Lind      |
| 20 | Stati Uniti (bandiera) | A     | Miguel Valles     |
| 21 | Stati Uniti (bandiera) | D     | Brian Beckford    |
| 22 | Stati Uniti (bandiera) | A     | Samuel Charles    |
| 23 | Stati Uniti (bandiera) | A     | Willian Moura     |
| 27 | Stati Uniti (bandiera) | A     | J.T. Howlen       |
| 28 | Stati Uniti (bandiera) | C     | Tyler Stanley     |
| 29 | Stati Uniti (bandiera) | D     | Nicholas Cardenas |
|    | Stati Uniti (bandiera) | D     | Sola Abolaji      |
|    | Inghilterra (bandiera) | C     | Mick Galeski      |
|    | Stati Uniti (bandiera) | C     | Noe Sanchez       |
|    | Stati Uniti (bandiera) | C     | Collen Warner     |